# Museo de Ciencia y Tecnología de Suecia
El Museo de Ciencia y Tecnología de Suecia (en sueco: Tekniska museet) es un museo de carácter nacional ubicado en el Parque de los Museos en Estocolmo, Suecia, formando parte del Real Parque Nacional Municipal. Se trata del museo de tecnología más grande de Suecia, siendo uno de cinco Ansvarsmuseum (museos de responsabilidad mayor), responsable de documentar y preservar el patrimonio cultural sueco relacionado con su historia tecnológica e industrial, incluyendo tecnologías, procesos, historias y memorias.

## Descripción
El museo se extiende sobre alrededor de 10 000 metros cuadrados de espacio museístico. Sus colecciones constan de más de 55 000 objetos y artefactos, y alberga un archivo-biblioteca que consta de 1200 metros de estantes de registros y documentos, 200 000 dibujos, 800 000 imágenes, unos 50 000 libros y más de 500 distintas revistas en el campo de la tecnología.
El museo recibe anualmente a unos 350 000 visitantes, tanto nacionales como internacionales. Gran parte de sus colecciones están accesibles por internet a través de la base de datos en línea del museo.
En el Museo Técnico es también el nombre que recibe el complejo de edificios donde está ubicado. En él se encuentran instalados también el Museo de Historia Marítima y el Museo Etnográfico, el Museo de la Policía y el Museo Sueco del Deporte.

## Historia
El Museo Nacional de Ciencia y Tecnología fue fundado en 1924 por la Real Academia Sueca de Ciencias de la Ingeniería, en colaboración con la Confederación de Empresas Suecas, la Asociación de Inventores Suecos y la Asociación Sueca de Ingenieros Colegiados. El grupo de trabajo para planificar la forma y objetivos del museo se había formado el año anterior, siendo el modelo elegido el del Deutsches Museum en Múnich, que había comenzado su andadura en 1903.
Las primeras exposiciones, de capacidad limitada, se realizaron en el ático de la Real Academia Sueca de Ciencias de la Ingeniería. Sin embargo, para 1930 se había recopilado un extenso archivo de unas 15 000 fotografías y 33 000 dibujos y esbozos, lo cual hizo urgente la necesidad de una ubicación propia y en condiciones. El gobierno sueco puso a disposición del museo varios edificios de obra social en el norte de Djurgården, que se habían quedado vacías. Al mismo tiempo se procedió a la recaudación de fondos para un edificio nuevo, logrando inversiones de varias entidades, principalmente de la Fundación Knut y Alice Wallenberg.
El nuevo edificio principal, con sus 9000 metros cuadrados de superficie de exhibiciones, diseñado al estilo funcionalista por el arquitecto Ragnar Hjorth, fue inaugurado en mayo de 1936 en presencia del entonces primer ministro sueco, Per Albin Hansson. El nuevo espacio fue aprovechado desde el primer momento para la exhibición de un gran número de objetos y artefactos de demostración, que los visitantes podían probar por sí mismos (hoy comunes en museos participativos).
En 1938, se inauguraron las dos primeras exposiciones permanentes, Maskinhallen y Gruvan, esta última todavía existente a día de hoy (2020).
En 1947 el museo se convirtió en una fundación, y a partir de 1964 su financiación se lleva a cabo con fondos públicos.
En 2016, el museo fue premiado como Museo del Año por el Consejo Internacional de Museos y la Asociación Nacional de Museos. En 2017, el Museo recibió el Children in Museums Award (Premio «Niños en Museos») de Hands On International, por su trabajo de accesibilidad en la exposición del centro de ciencias Megamind.

### Edificio
El edificio principal del museo –de 1936– fue diseñado por el arquitecto Ragnar Hjorth y construido en hormigón sobre una base de vigas de acero. Las fachadas del edificio principal están enlucidas, estando la fachada principal dominada por una gran ventana que cubre dos plantas.
Los espacios optativos y técnicos, como los ascensores y las salas de calderas, se hicieron visibles para el visitante a través de grandes tabiques de cristal, con lo que tenían una función educativa.
Además del edificio principal, el complejo museístico consta de la gran sala de máquinas (que hoy alberga una exhibición no relacionada con su función original), a la que se puede acceder a través de un pasillo subterráneo desde el edificio principal. La sala tiene un techo abovedado cubierto de cobre y sostenido por arcos de acero. La luz del día entra en el pasillo a través de dos ventana longitudinales colocadas en el techo. En 1964 se añadió la extensión que alberga la exhibición Tecnorama.
En 1975 se inauguró el Telemuseo en el edificio reconstruido a partir del una edificación militar al norte, y en 1983 se inauguraron en el edificio sur el restaurante y una exposición permanente sobre energía eléctrica. EN 1944, el museo fue ampliado aún más por medio de una extensión desde patio, con salas de exposiciones y un auditorio.
El ático del museo sirvió originalmente para un restaurante la y residencia del director del museo.

## Exposiciones y colecciones
El Museo Técnico cuenta con una serie de exposiciones permanentes y temporales. Un clásico entre las exposiciones permanentes era la gran sala de máquinas, puesta en funcionamiento en 1938. En esta sala se exhibían máquinas, motores, automóviles, motocicletas y hasta pequeñas aerovanes. En noviembre de 2011, el museo inauguró en esta sala su mayor exposición de producción propia, llamada 100 innovaciones.
Un espacio dedicado a la radioafición está ubicado en la cuarta planta del edificio y cuenta con unos distintivos SKØTM. Esta sección cuenta con la colaboración de unos 50 miembros de la asociación Swedish Broadcasting Amateurs. Un mástil de 30 metros de altura con una antena giratoria proporciona la conexión de larga distancia.
Entre las exposiciones permanentes destacan una mina abierta a visitantes y la sala conmemorativa de Lars Magnus Ericsson, inventor y empresario sueco, fundador de la multinacional sueca Ericsson. Otro clásico del museo es un modelo de ferrocarril formado por 50 metros de raíles en un paisaje natural. Más allá de los motores de la locomotora, todo está construido a mano, obra del técnico dental Uno Milton. Exhibido en el museo desde 1960, la construcción del modelo comenzó en 1948 y requirió unas 3500 horas de trabajo durante siete años para completar. En 2012, su creador, Uno Milton, de 85 años, fue premiado con un reconocimiento honorífico por parte del museo.
Otras exposiciones permanentes incluyen la exhibición Christopher Polhem: regreso al futuro –que trata del ingeniero, inventor y matemático sueco Christopher Polhem–, El juego sobre la energía, Tecnorama en el espacio, El club de juegos –para los más jóvenes– y la exhibición de videojuegos, Jugar más allá del juego, estrenada de 2018.

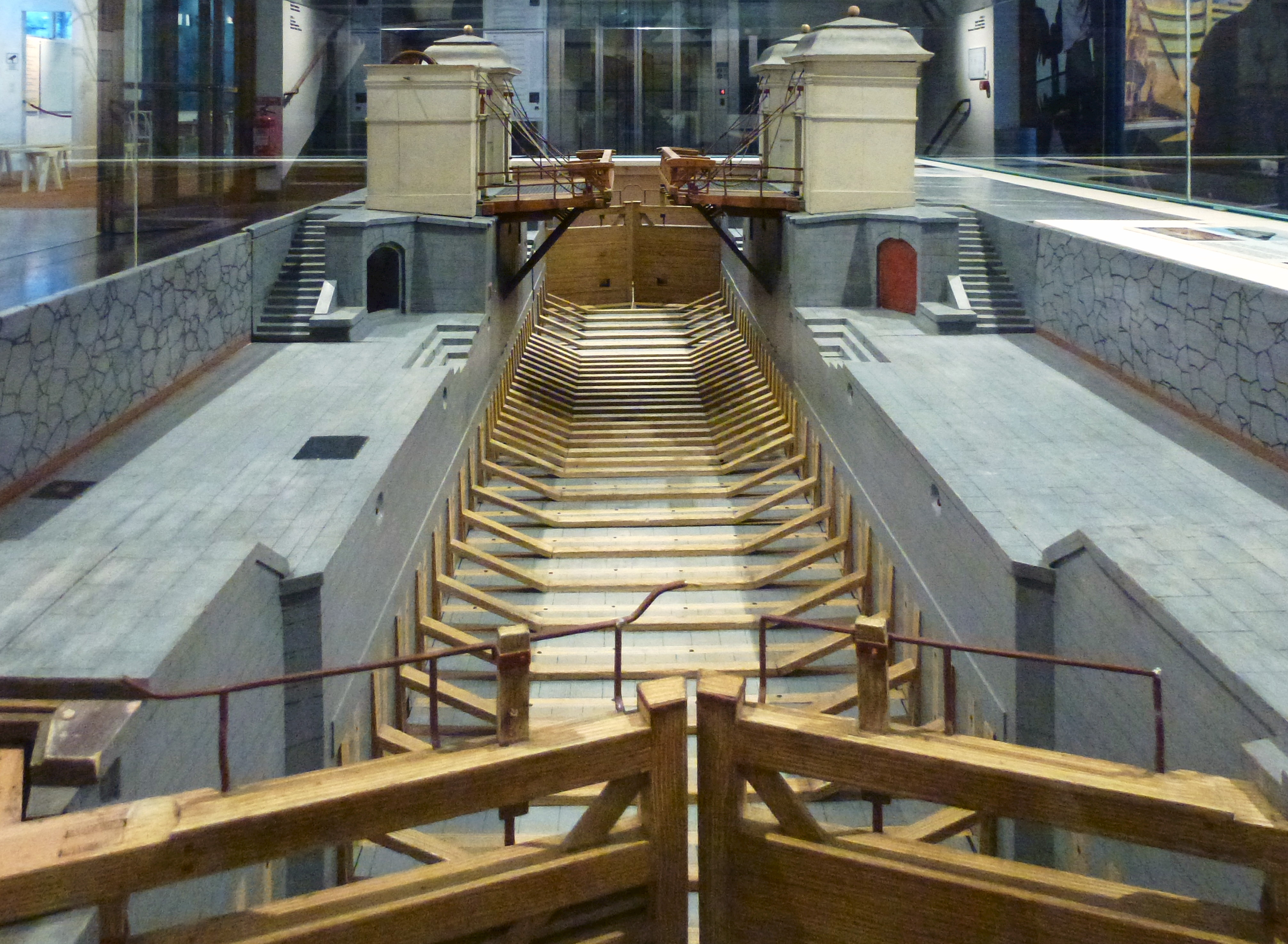
Modelo «Castillo de Polhem»
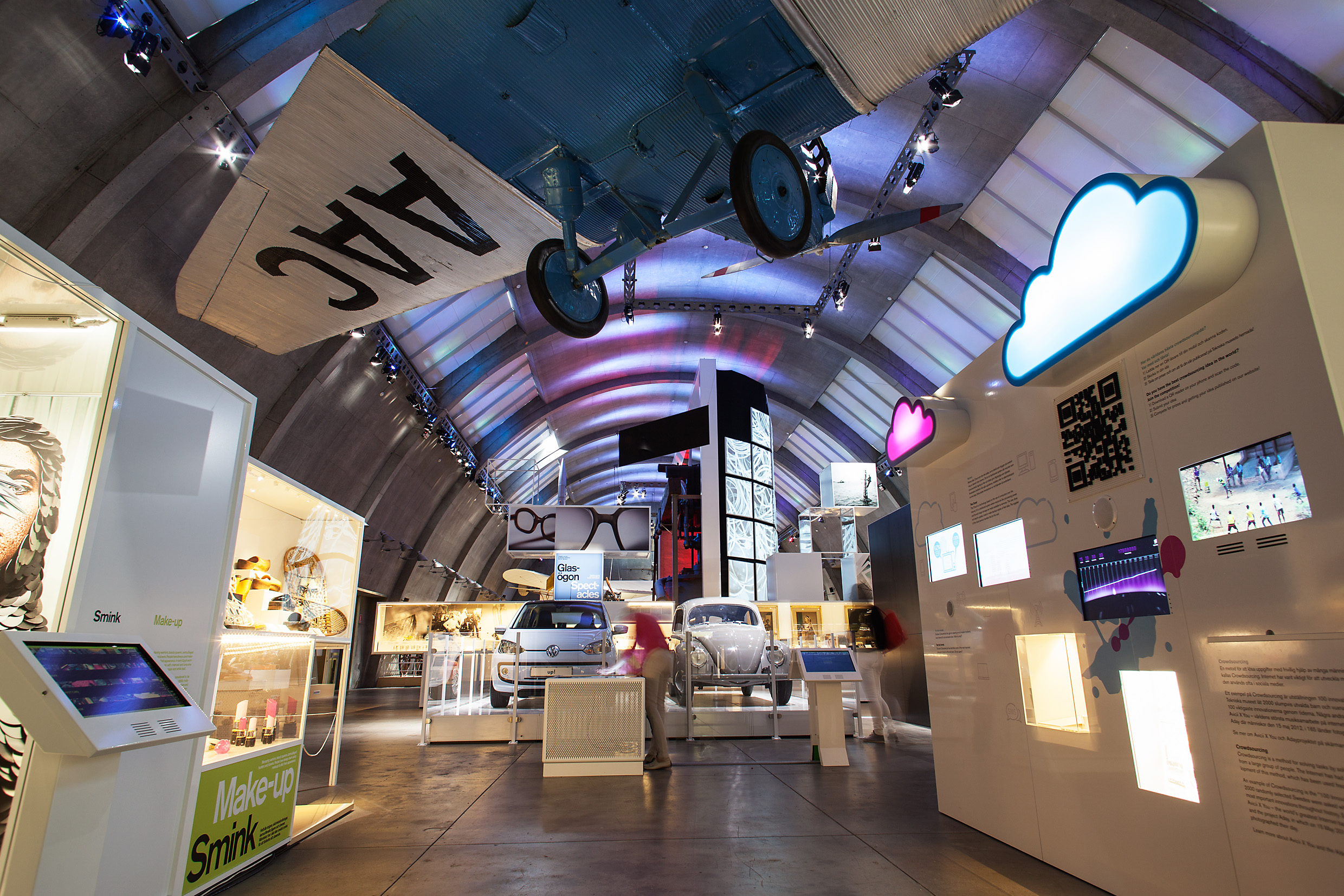
100 innovaciones, exhibición en la sala de máquinas
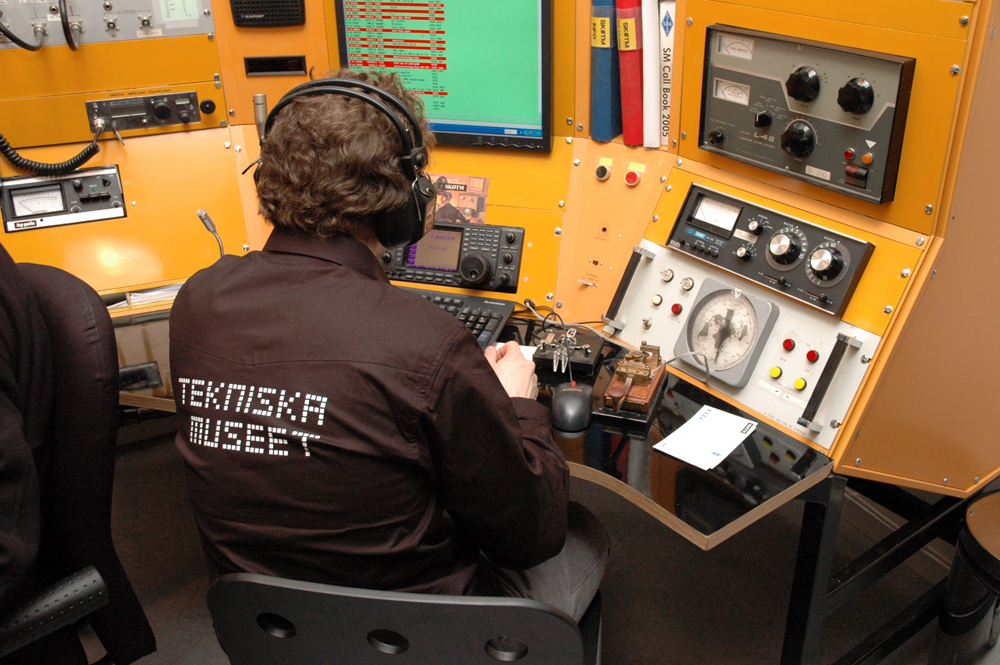
Estación de radioafición
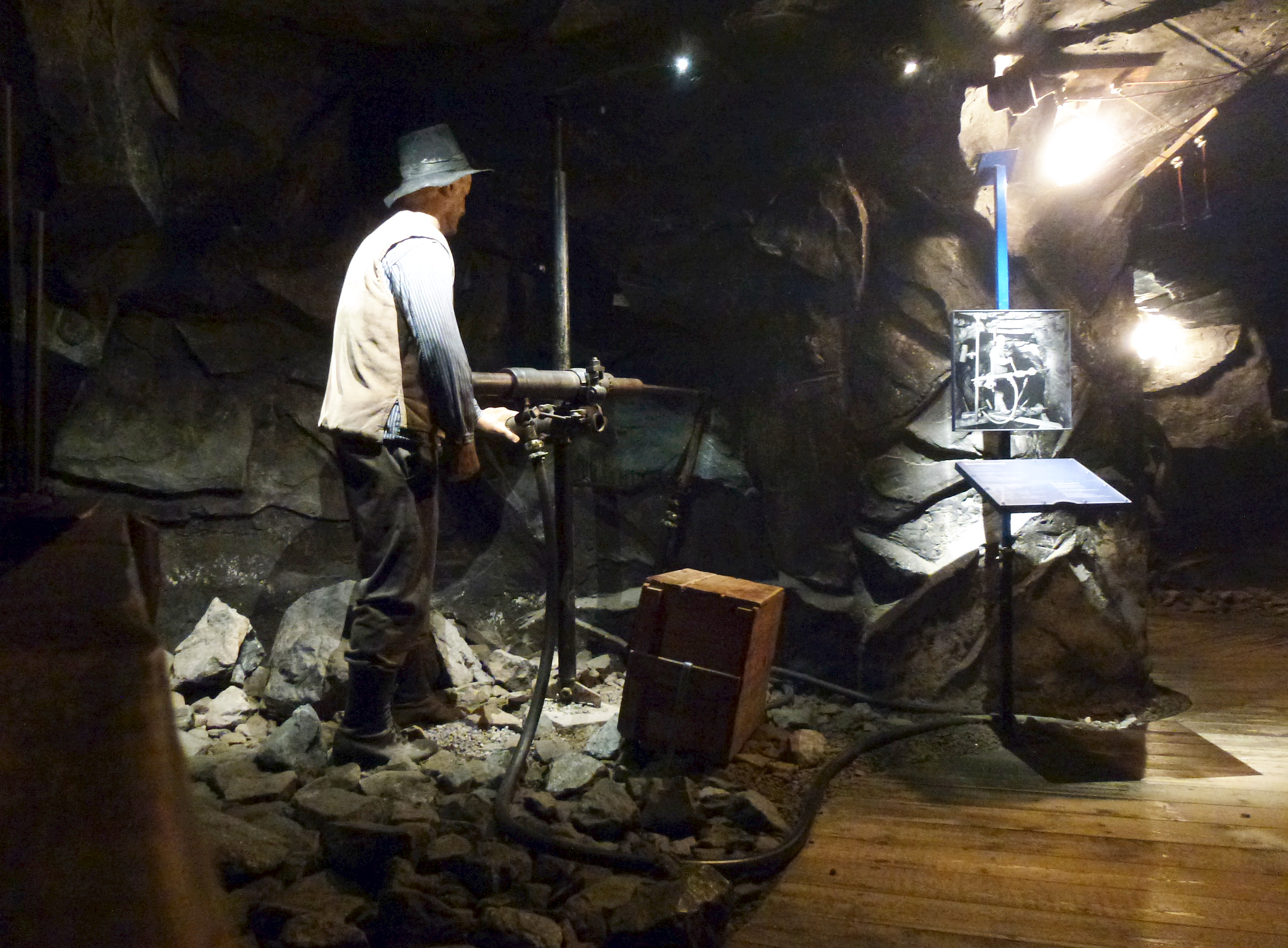
La mina

### Exhibiciones temporales
Un ejemplo de exhibición temporal que tuvo gran éxito es la titulada Revolución digital, en presentación entre el octubre de 2014 y noviembre de 2015. A través de sus piezas, el visitante pudo explorar cómo el arte moderno, la música, el cine y los videojuegos han inspirado el desarrollo de la tecnología digital de la actualidad.
Otras exhibiciones temporales realizadas por el museo han sido: Mechanical Workshop (1984-2011), Robotics (2003-2007), Southern Link (2004), Antártida: ¡es genial! (2005), El agarre climático (2006), Inventados por mujeres (2006-2014), Espías de datos (2008), Un lugar abandonado (2010), El castillo de Estocolmo (2013-2018) y Me encanta el teléfono (Hasta mayo de 2014), donde se exhibieron una gran cantidad de material de telecomunicaciones de las colecciones del Museo de Telecomunicaciones (Telemuseet), integradas en el inventario del Museo Técnico cuando el primero cerró en enero de 2004.
Tecnorama abrió en 1985 como el primer «centro de ciencias» de Suecia, con 600 metros cuadrados dedicado al tema «Descubrir - Explorar - Experimentar». En 1992, Tecnorama se amplió con 700 metros cuadrados adicionales de estaciones experimentales (puestos donde el visitante puede probar y participar). En 2015, se inauguró MegaMind, una exposición interactiva del centro de ciencias, donde se centra en las ideas y las habilidades creativas del cerebro.

## Galería: Selección de objetos

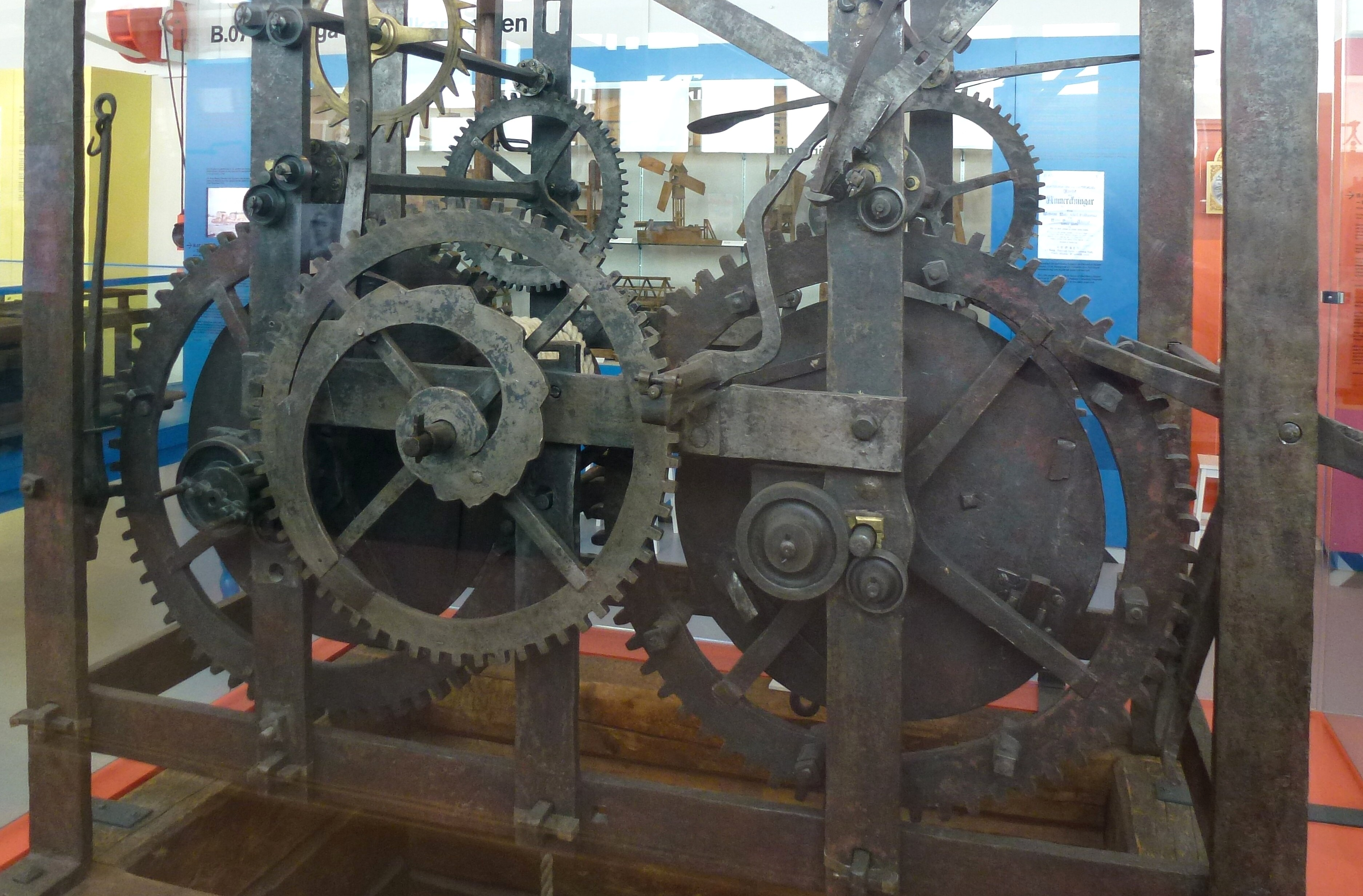
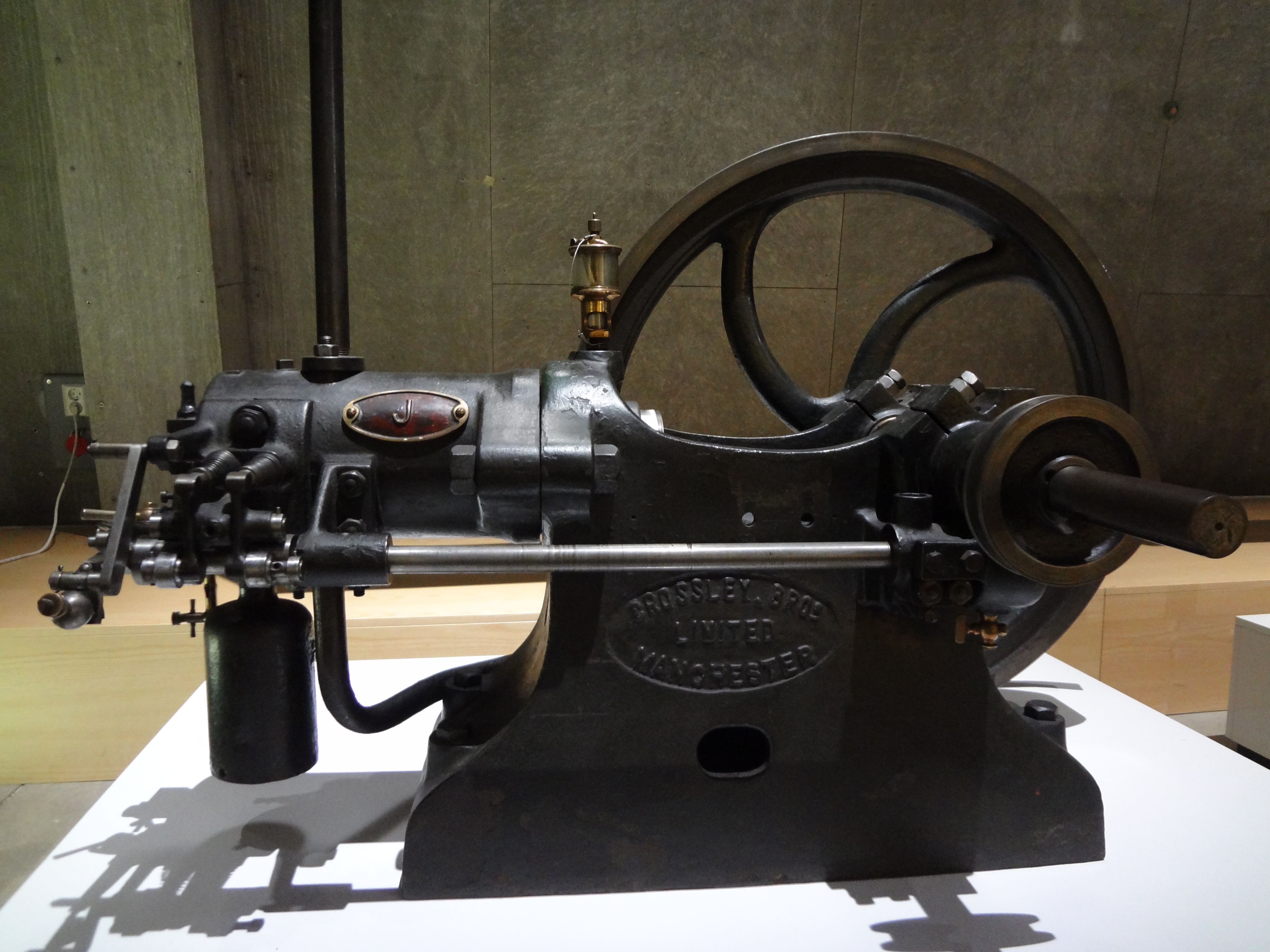
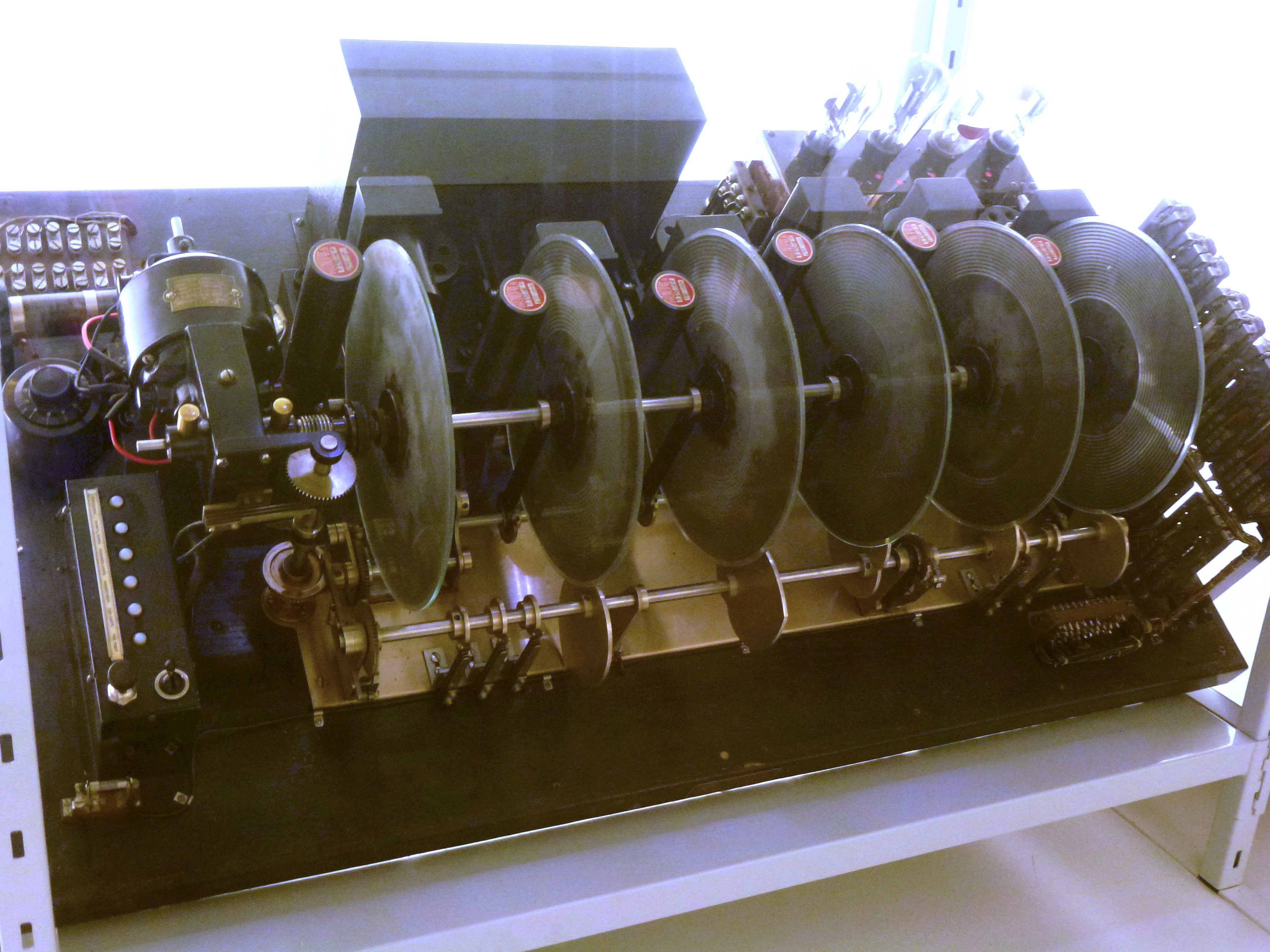
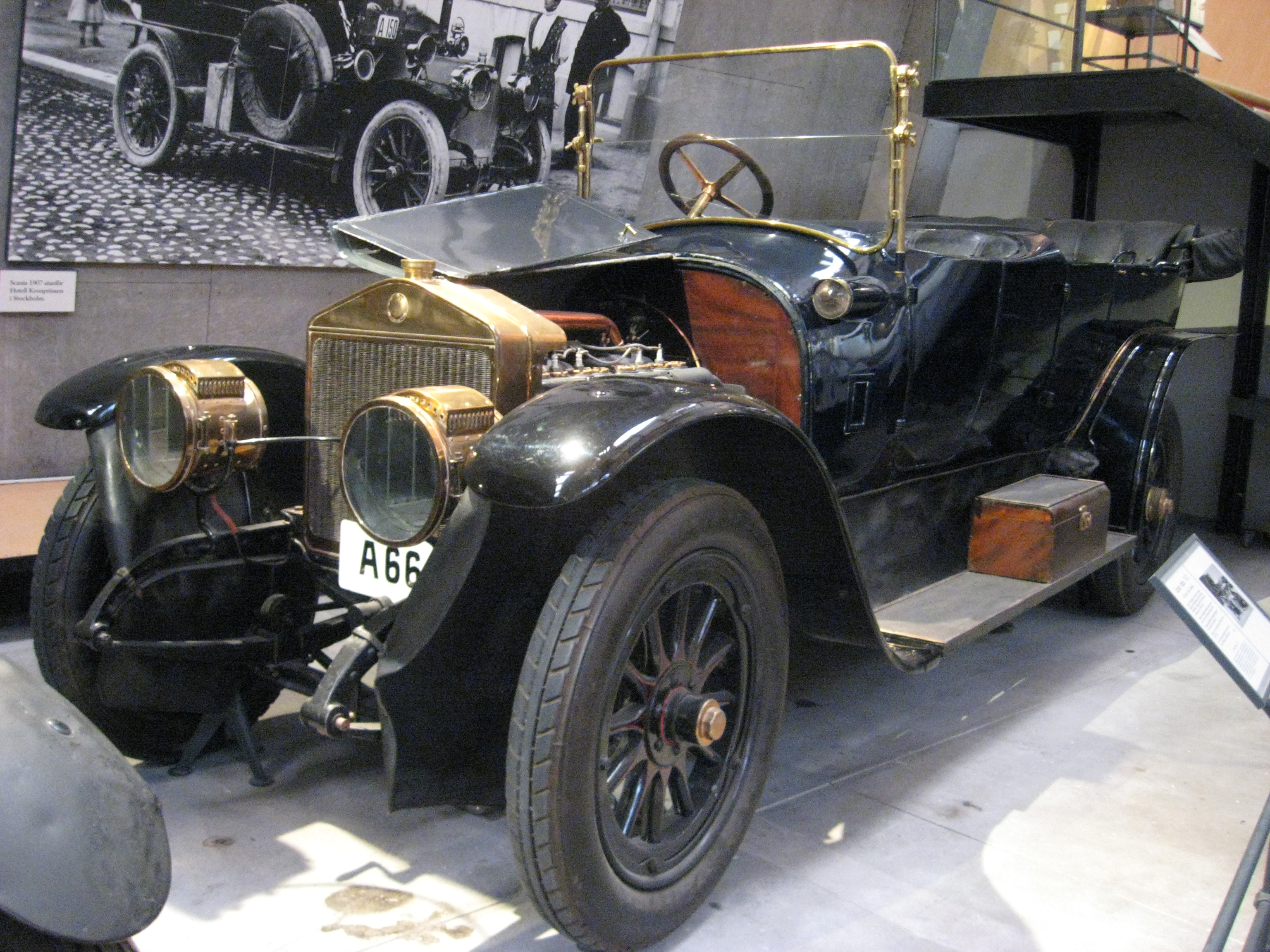
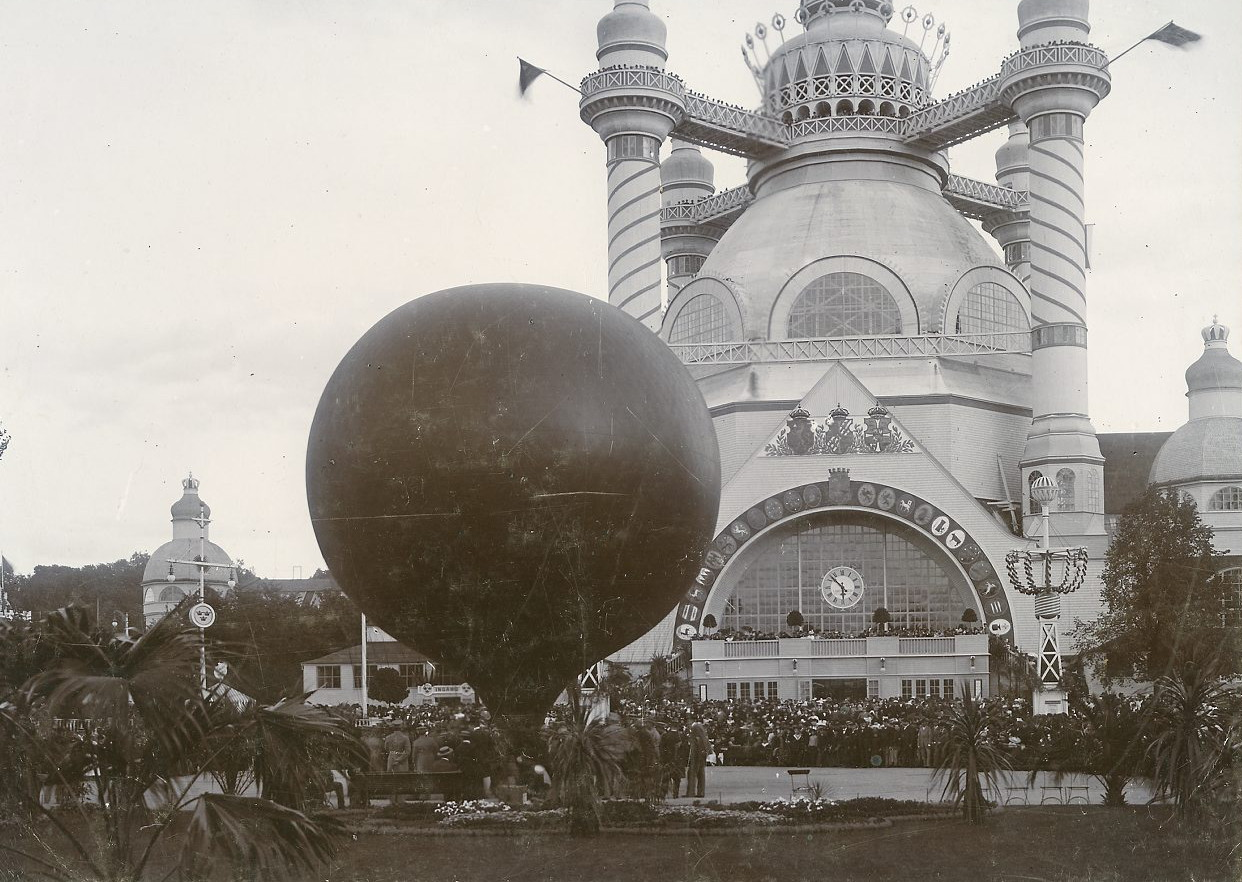
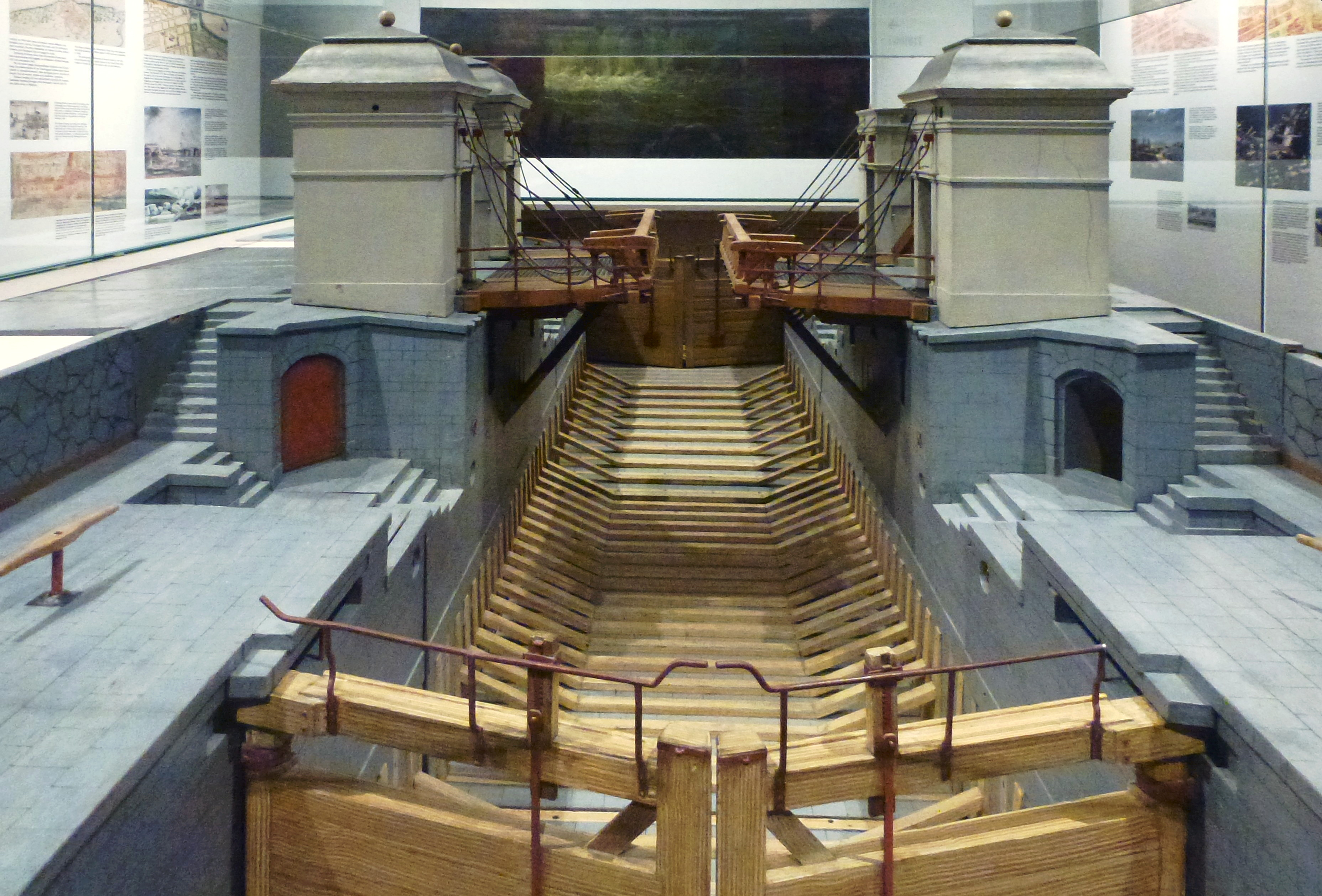
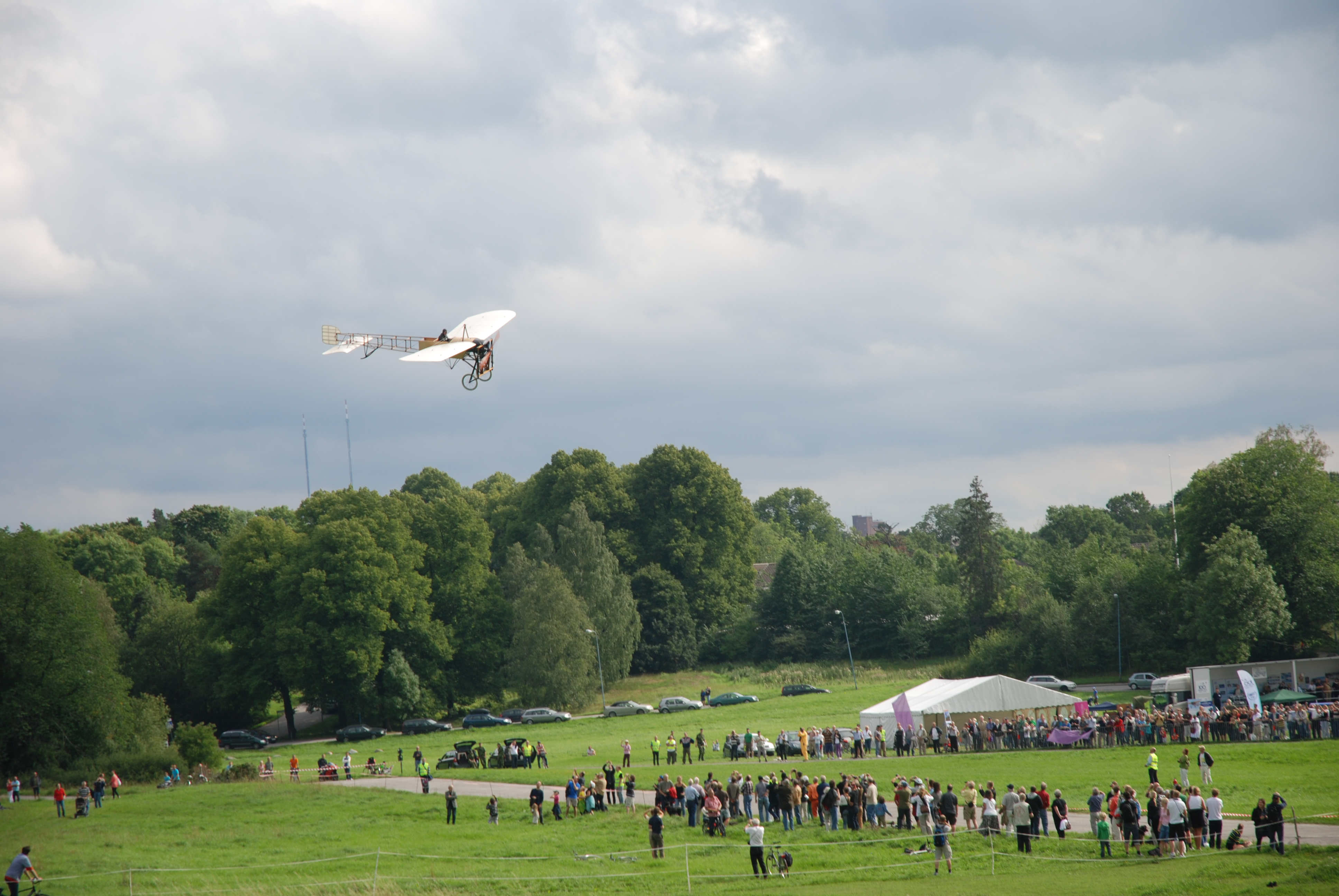
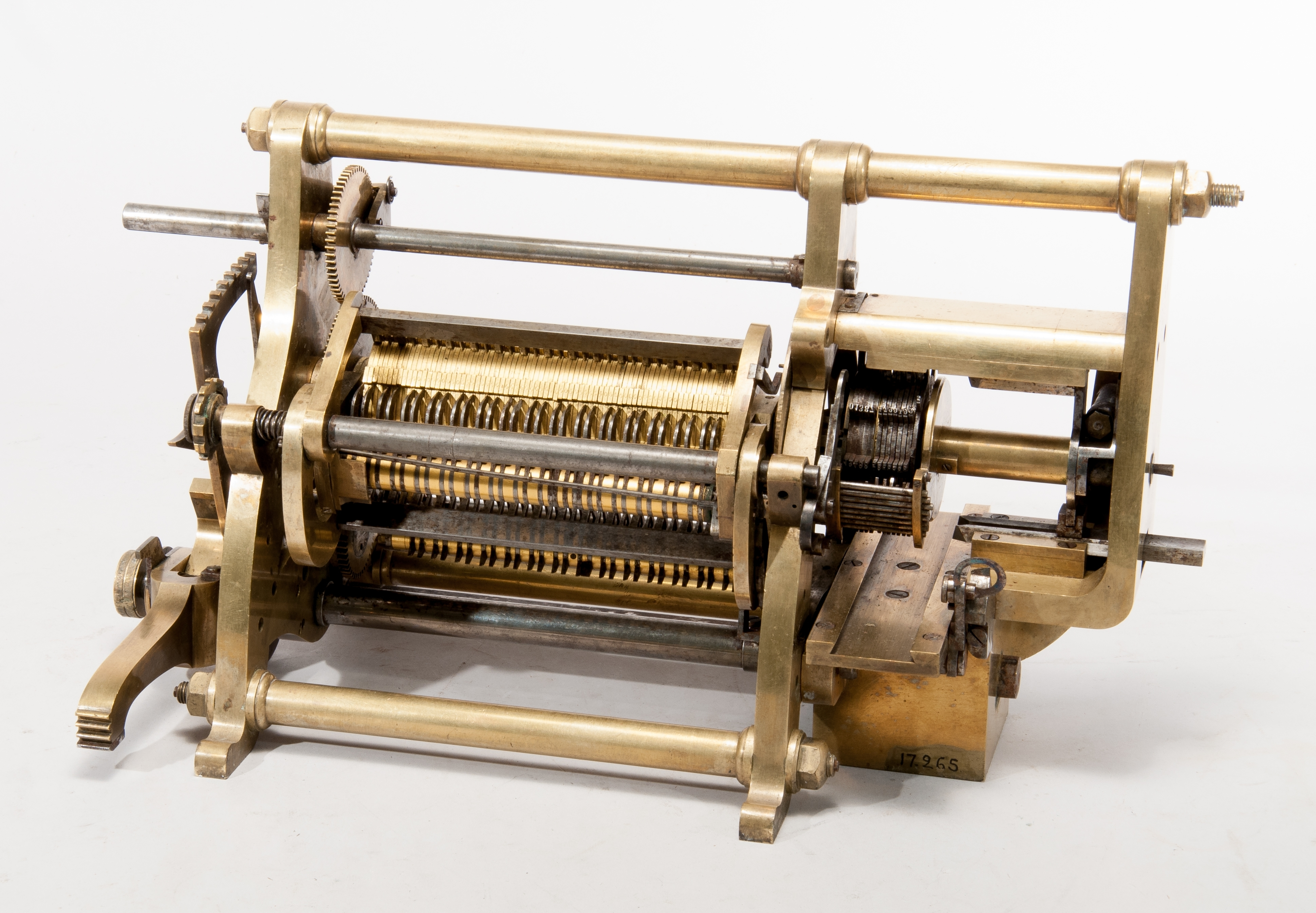

## Actualidad y novedades
A partir de finales de 2020, el museo cuenta con la exhibición Moving to Marx (Mudándose a Marte), una de las más aclamadas internacionalmente en este tema.